# Bom hố đen
Bom lỗ đen là tên được đặt cho một hiệu ứng vật lý sử dụng cách trường bosonic tác động vào một lỗ đen đang quay có thể được khuếch đại thông qua tán xạ siêu bức xạ. Nếu trường khuếch đại bị phản xạ trở lại lỗ đen, quá trình khuếch đại có thể được lặp lại, dẫn đến sự tăng trưởng của trường, tức là một vụ nổ. Một cách có thể nhận ra sự phản xạ này trong tự nhiên là nếu trường bosonic có khối lượng. Sau đó, khối lượng của trường có thể khiến các chế độ khuếch đại bị giữ lại xung quanh lỗ đen, dẫn đến chu kỳ tự khuếch đại vô tận. Cơ chế hoạt động của bom lỗ đen được gọi là sự bất ổn định siêu lớn.

## Lịch sử
Ý tưởng rằng mômen động lượng và năng lượng có thể được chuyển từ một lỗ đen đang quay sang một hạt bị phân tán bởi nó được đề xuất bởi Roger Penrose vào năm 1971. Cuộc thảo luận đầu tiên về hiệu ứng chạy trốn, bom lỗ đen, được khám phá bởi WH Press và SA Teukolsky vào năm 1972. Nếu một hiệu ứng như vậy xảy ra một cách tự nhiên, nó có thể chỉ ra một vật lý mới ngoài Mô hình Chuẩn, và cho thấy rằng các lỗ đen có "tóc", như được chỉ ra bởi một bài báo từ năm 2017, bởi William E. East và Frans Pretorius.